# Conomma troglodytes
Conomma troglodytes is een hooiwagen uit de familie Pyramidopidae.